# Chrysiptera starcki
Chrysiptera starcki és una espècie de peix de la família dels pomacèntrids i de l'ordre dels perciformes.

## Morfologia
Els mascles poden assolir els 7 cm de longitud total.

## Distribució geogràfica
Es troba des de les Illes Ryukyu fins a Taiwan, i des de Queensland (Austràlia) fins a Nova Caledònia i Tonga.